# Boris (hond)
Boris ( ? - juni 1998) is voor zover bekend de enige hond (een bobtail) die ooit voorzitter was van een politieke partij en directeur van een theatergezelschap. Boris was de hond van de Vlaamse theatermaker Bert Verhoye van het Antwerpse theater De Zwarte Komedie.
Door een wijziging in het Vlaamse theaterdecreet in 1992 werden theatergezelschappen verplicht een directeur te hebben. De Zwarte Komedie vond het aanstellen van een directeur weggesmeten geld en stelde Boris aan die de functie uitoefende tot zijn dood in 1998.
In een interview met de krant De Morgen verdedigde Verhoye Boris' competentie:
Hij kan opzitten, pootjes geven en de minister likken. Hij kan ook blaffen naar het personeel. Hij kent het theater minstens evenveel als de andere theaterdirecteurs; hij is nl. al acht jaar bij ons en gaat regelmatig mee op reizende voorstellingen. Tijdens de voorstelling slaapt hij meestal, maar dat doen de andere directeurs ook.
Bij de gemeenteraadsverkiezingen van 9 oktober 1994 kwam Boris in Antwerpen op met "Boris, partij van de hond". De lijst had een 69-puntenprogramma waarvan het belangrijkste strijdpunt "Een begeleide terugkeer van alle West-Vlamingen naar hun provincie" was. Dit was een verwijzing naar Bruggeling Filip Dewinter van het Vlaams Blok, een partij die toen opkwam met een 70 punten programma.
Boris haalde 1152 stemmen, waarmee Boris 11e van de 18 opgekomen partijen werd en bijvoorbeeld UNIE achter zich liet.
Boris kandideerde later, na het aftreden van Walter Tillemans, ook naar het intendantschap bij de KNS maar beschikte niet over het juiste diploma en Frans Redant werd aangesteld.